# حشره‌خوار کوتوله بورنئو
 حشره‌خوار کوتوله بورنئو (نام علمی: Suncus hosei) نام یک گونه از سرده حشره‌خوارهای مشکین است.